# Meresanch I.
Meresanch I. ist der Name einer altägyptischen Königin der 4. Dynastie. Sie ist nicht zeitgenössisch belegt, sondern erscheint nur in späteren Inschriften. Es ist nicht geklärt, mit wem sie liiert war. Manche Ägyptologen halten König (Pharao) Huni (Ende der 3. Dynastie) für einen möglichen Gemahl.

## Belege
Meresanchs Name erscheint auf einem Bruchstück des Palermosteins, welcher in der 5. Dynastie gefertigt wurde. Er findet sich über dem 6. Register von Jahres-Ereignisfenstern, die für König (Pharao) Snofru bestimmt waren. Eine weitere Namensnennung stammt aus dem (heute verschollenen) Grab des Beamten Peher-nefer, in welchem dieser sich als „Hauptgutsverwalter des Stiftungsguts der Meresanch“ betitelt. Eine dritte Erwähnung von Meresanchs Namen ist in einem Graffito aus Meidum enthalten, das in die 18. Dynastie unter König Thutmosis III. datiert und zu einem Opfergebet für Meresanch I. und Snofru aufruft.

## Zur Person
Die familiären Umstände von Meresanch I. liegen weitestgehend im Dunkeln. Der Palermostein sagt nichts darüber aus, wer ihr Gemahl war, da auf ihm stets nur die Mütter aufgelisteter Herrscher genannt werden. Daher kann bislang zumindest angenommen werden, dass Meresanch I. die Mutter von Snofru war.
Auch ihr Grab ist bisher unbekannt. Möglicherweise ist es in einer Mastaba zu suchen, die sich nördlich von Snofrus Meidum-Pyramide befindet.